# Stazione di Avise
La stazione di Avise (in francese: gare d'Avise) è una fermata ferroviaria nel comune di Avise sulla linea Aosta-Pré-Saint-Didier; l'impianto si trova lungo la linea Aosta - Pré Saint Didier, la cui gestione è affidata a Rete Ferroviaria Italiana. La stazione è situata in località Runaz, all'envers rispetto al capoluogo.

## Storia
La fermata di Avise venne inaugurata il 28 ottobre 1929 contestualmente all'apertura della linea ad opera della società Ferrovia Aosta–Pré-St-Didier (FAP), azienda collegata alla Cogne.
Il 16 ottobre 1931, l'esercizio dell'intera linea venne assunto dalle Ferrovie dello Stato (FS).
Il 1º marzo 1950 la fermata venne innalzata al rango di stazione, con la costruzione di un binario d'incrocio.
Dal 1952 al 1960 un traffico merci di forte intensità interessò la località, in relazione alla costruzione della centrale idroelettrica di Avise, a cura della Società Idroelettrica Piemonte (SIP).
Nel 1968, considerato il diminuito traffico merci, le FS decisero di sopprimere la trazione elettrica semplificando conseguentemente gli impianti di stazione.
Fra il 1991 e il 1992 un'ulteriore semplificazione degli impianti, indotta dall'istituzione del regime di esercizio a spola fra Arvier e Pré-Saint-Didier comportò la trasformazione di Avise in fermata impresenziata.
La Regione Valle d'Aosta ha sospeso l'esercizio sulla linea da Aosta a partire dal 24 dicembre 2015.

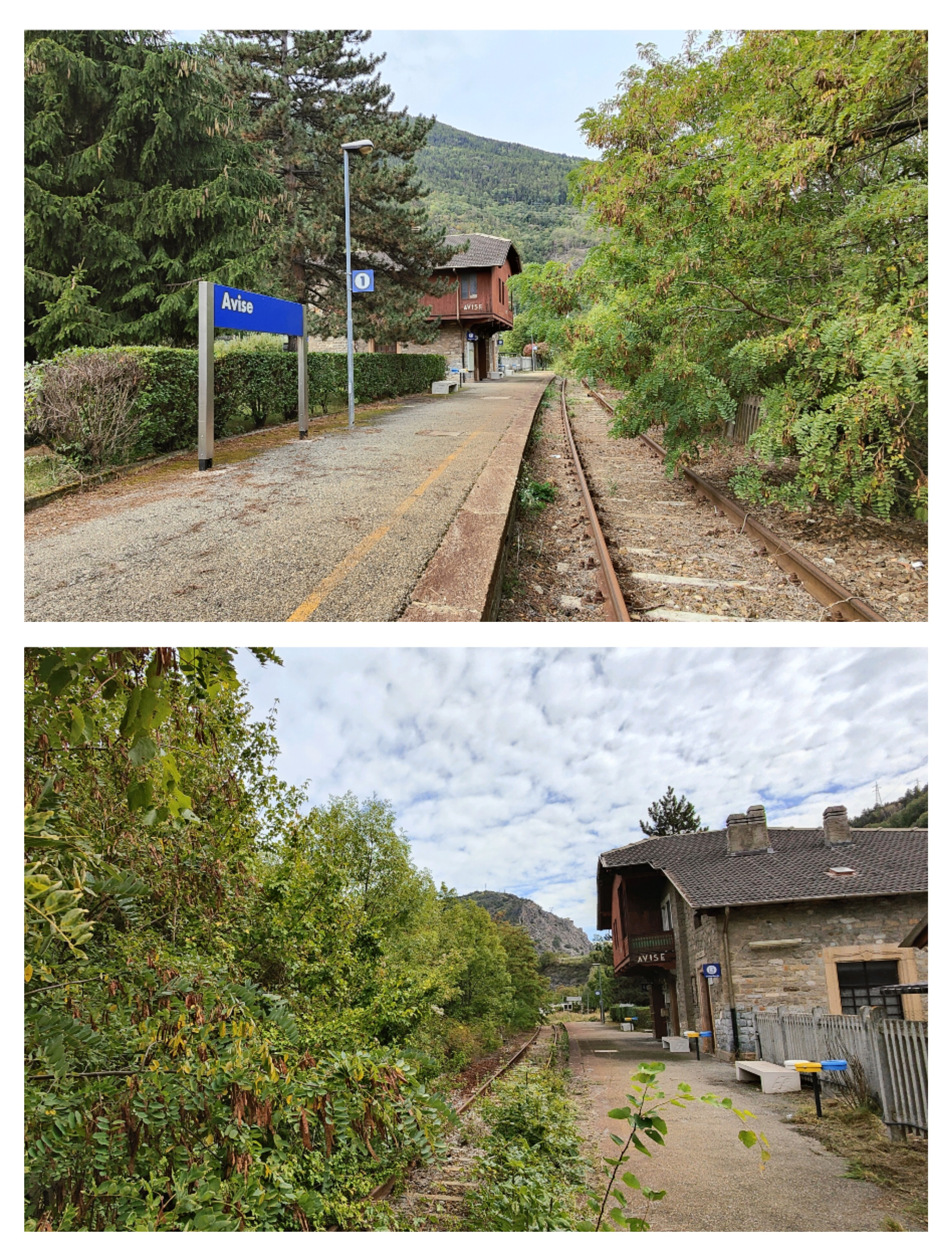
La stazione dismessa (settembre 2022).

## Caratteristiche e impianti
Il fabbricato viaggiatori è una costruzione in legno e pietraviva il cui stile, come quelli degli altri edifici posti lungo la linea, si rifà alla Cascina l'Ôla di Introd, riprendendone materiali e morfemi. Cessate le necessità di presenziarlo ai fini del movimento, lo stesso risulta chiuso e tutti i servizi (una panchina, la validatrice e i tabelloni cartacei) sono posti sul marciapiede a lato del binario.
Fino al 1968 era presente ad Avise l'unica sottostazione elettrica di alimentazione della linea, che disponeva di due gruppi raddrizzatori a vapori di mercurio i quali all'epoca rappresentavano una tecnologia innovativa.

## Movimento
Il servizio era costituito da treni regionali effettuati da Trenitalia nell'ambito del contratto di servizio stipulato con la Regione Valle d'Aosta.